# Gliese 581 g
Gliese 581g je nepotvrđeni egzoplanet na procijenjenoj udaljenosti od 20,3 svjetlosnih godina u orbiti zvijezde Gliese 581. Šesti je planet po redu od svoje matične zvijezde. Smatra se da je u zoni pogodnoj za život. Ako na njemu postoje povoljni atmosferski uvjeti mogao bi na površini imati tekuću vodu nužnu za sav poznati život.
Otkriven je 2010., no gotovo odmah su se pojavile sumnje u njegovo postojanje. Tijekom kasnijih godina nije uopće bio detektiran, a studija iz 2014. navodi ga kao rezultat zvjezdane buke, zajedno s drugim planetom, ali dok je taj planet danas smatra postojeći, Gliese 581 g se i dan danas osporava.

## Fizičke karakteristike
Revolucija planeta traje 37 dana, što znači da godišnja doba traju svega nekoliko dana. Jedna strana planeta stalno je okrenuta prema zvijezdi i na njoj je uvijek dan, dok je druga strana u tami, ali područje umjerene temperature trebalo bi postojati u rubnom području između tamne i svijetle polovice. Na tom području moguć je nastanak i razvoj života.
Gliese 581 g sličnog je geološkog sastava kao i Zemlja, promjer mu je 1,2 do 1,5 puta veći od Zemljina, a gravitacija je, pretpostavlja se, također slična. Planet kruži oko svoje matične zvijezde Gliese 581 u eliptičnoj orbiti. Njegovo Sunce je crveni patuljak, masivna zvijezda pri kraju svog života, pretamna za noćno promatranje sa Zemlje bez teleskopa.
Dva otprije otkrivena planeta u tom sustavu smatrana su potencijalno naseljivima. No leže u ekstremnim dijelovima sustava, jedan, Gliese 581 c u iznimno vrućem, drugi, Gliese 581 d u hladnijem dijelu, iako se smatra potencijalno naseljivim. Gliese 581 g, za razliku od njih, "leži" točno u sredini između njih, u idelanim uvjetima, točnije u samoj sredini nastanjive zone. Smatra se da je naseljiviji od planeta Gliese 667 Cc, koji se smatra jednim od najnaseljivijih, te je Gliese sustav vjerojatno najbolja prilika za potragu života izvan naše Zemlje i slanje međuzvjezdane misije u nekoj budućnosti.